# Once Upon a Time (Montell Jordan)
Once Upon a Time is een single van de Amerikaanse zanger Montell Jordan uit 2000. Het stond in 1999 als zeventiende track op het album Get It On...Tonite, waar het de tweede single van was na Get It On Tonite.

## Achtergrond
Once Upon a Time is geschreven door Montell Jordan en Shep Crawford en geproduceerd door Crawford. Het is een r&b-nummer waarin de liedverteller het verhaal vertelt hoe hij de vrouw van zijn dromen ontmoet, hoe ze wordt opgepakt en hoe hij haar vervolgens uit de gevangenis bevrijdt. Van het lied zijn versies uit twee talen bekend; de Engelstalige en de Spaanstalige met de titel Habia una vez. Deze versie stond ook op hetzelfde album als negentiende en laatste track.

## Hitnoteringen
De single flopte in het thuisland van de zanger, maar was wel in sommige Europese hitlijsten te vinden. De hoogste positie werd behaald in de Nederlandse Top 40, waar het tot de dertiende positie kwam in de tien weken dat het in de lijst stond. In de Mega Top 100 was het even lang te vinden als de positie dat het bereikte; vijftien weken en de vijftiende plaats. In de Duitse hitlijst kwam het tot de 44e plek in negen weken en ook in de Zwitserse lijst kon het lied negen weken gevonden worden met de 53e plek als piekpositie. In België kwam het enkel tot de tiende plaats van de Waalse Ultratip 100 en haalde het geen notering in Vlaanderen.